# 24 Horas de Le Mans de 1960
As 24 Hours of Le Mans de 1960 foi o 28º grande prêmio automobilístico das 24 Horas de Le Mans, tendo acontecido nos dias 25 e 26 de junho 1960 em Le Mans, França no autódromo francês, Circuit de la Sarthe.

## Resultados Finais

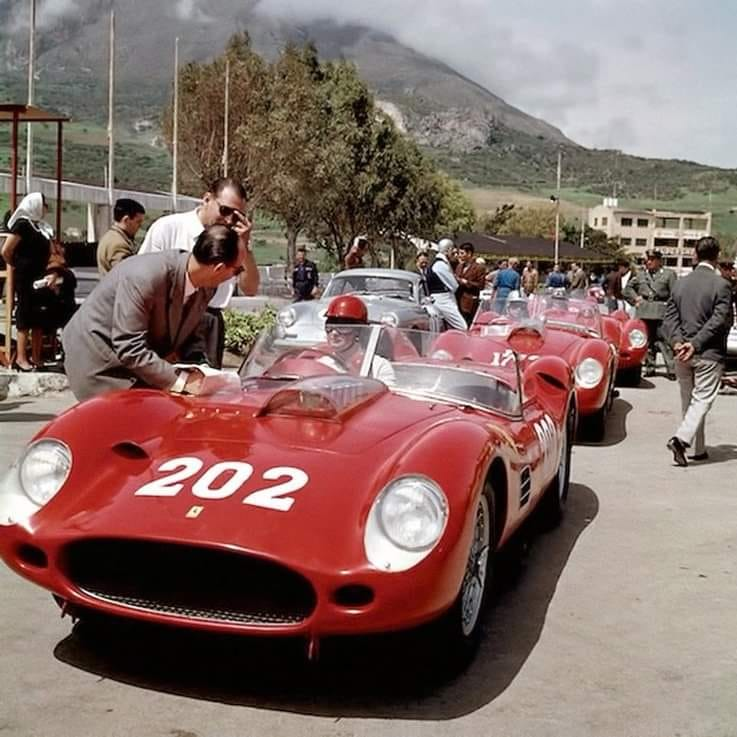
Ferrari 250 TR59 obteve vitória e segunda colocação gerais.

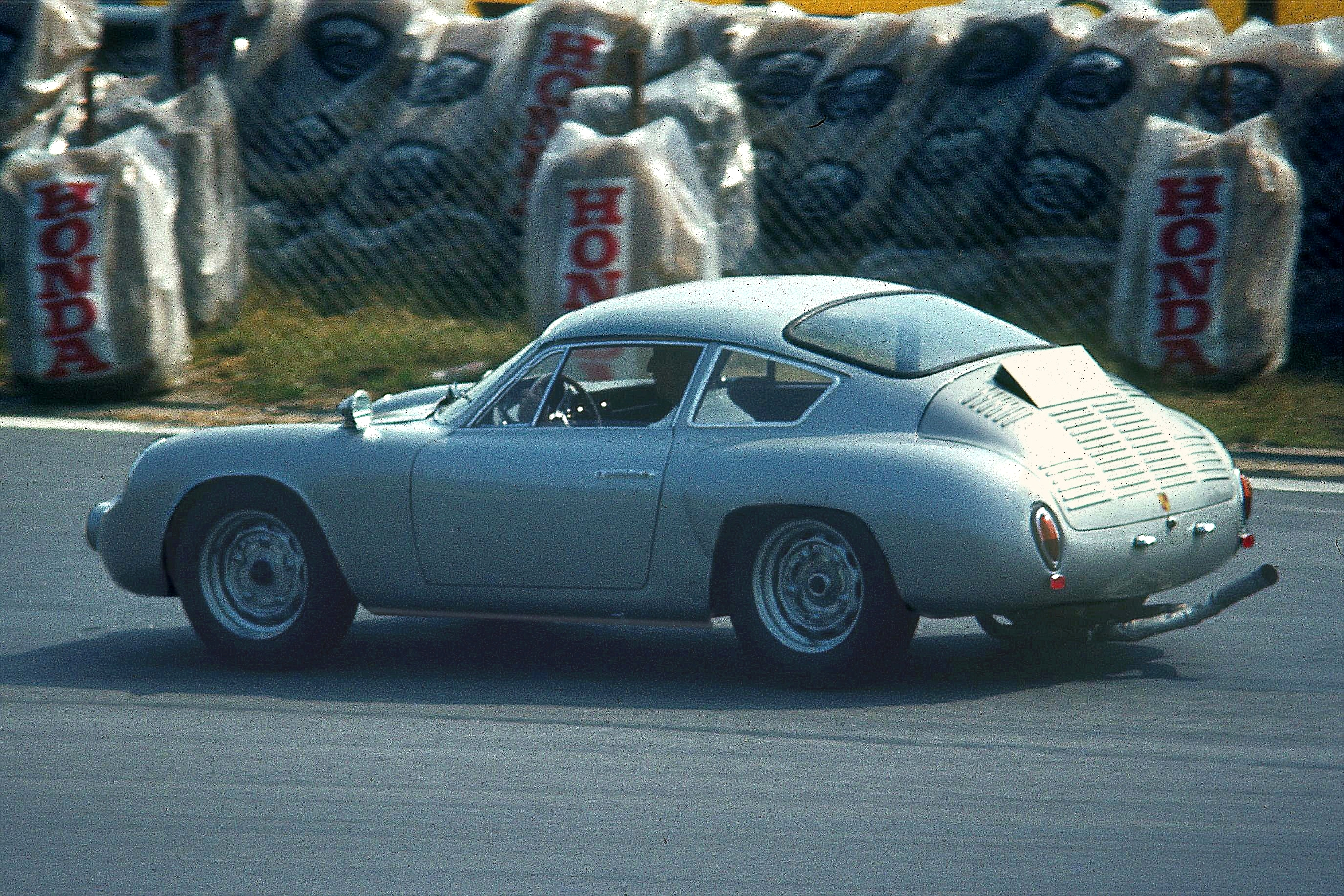
Herbert Linge e Heini Walter terminaram em 10º colocação geral em um Porsche 356 Carrera

| Pos    | Class  | Nº | Equipe                            | Pilotos                                | Chassis                              | Motor                   | Voltas |
| ------ | ------ | -- | --------------------------------- | -------------------------------------- | ------------------------------------ | ----------------------- | ------ |
| 1      | S 3.0  | 11 | Scuderia Ferrari SpA              | Paul Frère Olivier Gendebien           | Ferrari 250 TR59/60                  | Ferrari 3.0L V12        | 314    |
| 2      | S 2.0  | 17 | North American Racing Team (NART) | Ricardo Rodríguez André Pilette        | Ferrari 250 TR59                     | Ferrari 3.0L V12        | 310    |
| 3      | S 3.0  | 7  | Border Reivers                    | Roy Salvadori Jim Clark                | Aston Martin DBR1/300                | Aston Martin 3.0L I6    | 306    |
| 4      | GT 3.0 | 16 | Fernand Tavano                    | Fernand Tavano Pierre Dumay            | Ferrari 250 GT SWB                   | Ferrari 3.0L V12        | 302    |
| 5      | GT 3.0 | 18 | North American Racing Team (NART) | George Arents Alan Connell Jr.         | Ferrari 250 GT SWB                   | Ferrari 3.0L V12        | 300    |
| 6      | GT 3.0 | 22 | Ecurie Francorchamps              | Leon Dernier Pierre Noblet             | Ferrari 250 GT SWB                   | Ferrari 3.0L V12        | 300    |
| 7      | GT 3.0 | 19 | North American Racing Team (NART) | Ed Hugus Augie Pabst                   | Ferrari 250 GT SWB                   | Ferrari 3.0L V12        | 299    |
| 8      | GT 5.0 | 3  | Briggs S. Cunningham              | John Fitch Bob Grossman                | Chevrolet Corvette                   | Chevrolet 4.6L V8       | 281    |
| 9      | S 3.0  | 8  | Major Ian B. Baillie              | Ian B. Baillie Jack Fairman            | Aston Martin DBR1/300                | Aston Martin 3.0L I6    | 281    |
| 10     | GT 1.6 | 35 | Porsche KG                        | Herbert Linge Heini Walter             | Porsche 356B Abarth GTL              | Porsche 1.6L Flat-4     | 269    |
| 11     | S 1.6  | 39 | Porsche KG                        | Edgar Barth Wolfgang Seidel            | Porsche 718 RS                       | Porsche 1.5L Flat-4     | 264    |
| 12     | S 2.0  | 32 | Ted Lund                          | Ted Lund Colin Escott                  | MG MGA Twin Cam                      | MG 1.8L I4              | 262    |
| 13     | GT 1.3 | 44 | Roger Masson                      | Roger Masson Claude Laurent            | Lotus Elite Mk14                     | Coventry Climax 1.2L I4 | 261    |
| 14     | GT 1.3 | 41 | Team Elite                        | John Wagstaff Tony Marsh               | Lotus Elite Mk14                     | Coventry Climax 1.2L I4 | 257    |
| 15     | S 850  | 48 | Automobiles Deutsch et Bonnet     | Paul Armagnac Gérard Laureau           | DB HBR4                              | Panhard 0.7L Flat-2     | 253    |
| 16     | S 1.0  | 46 | Donald Healey Motor Company       | John Dalton John K. Colgate Jr.        | Austin-Healey Sprite Sebring         | BMC 1.0L I4             | 246    |
| 17     | S 1.0  | 47 | Automobiles Deutsch et Bonnet     | Pierre Lelong Maurice van der Bruwaene | DB HBR5                              | Panhard 0.9L Flat-2     | 244    |
| 18     | S 850  | 54 | Ed Hugus                          | John Bentley John S. Gordon            | O.S.C.A. Sport 750                   | O.S.C.A. 0.7L I4        | 237    |
| 19     | S 1.0  | 56 | Automobiles Deutsch et Bonnet     | Robert Bourharde Jean-François Jaeger  | DB HBR5 Coupe                        | Panhard 0.9L Flat-2     | 228    |
| 20     | S 1.0  | 52 | Automobiles Deutsch et Bonnet     | René Bartholoni Bernard de Saint Auban | DB HBR4 Coupe                        | Panhard 0.9L Flat-2     | 223    |
| 21 NC  | GT 5.0 | 4  | Camoradi USA                      | Leon Lilley Fred Gamble                | Chevrolet Corvette                   | Chevrolet 4.6L V8       | 275    |
| 22 NC  | S 2.0  | 28 | Standard Triumph                  | Keith Ballisat Marcel Becquart         | Triumph TR4S                         | Triumph 2.0L I4         | 256    |
| 23 NC  | S 2.0  | 59 | Standard Triumph                  | Les Leston Mike Rotschild              | Triumph TR4S                         | Triumph 2.0L I4         | 252    |
| 24 NC  | S 2.0  | 29 | Standard Triumph                  | Peter Bolton Ninian Sanderson          | Triumph TR4S                         | Triumph 2.0L I4         | 249    |
| 25 NC  | GT 2.0 | 30 | Ecurie Laussannoise               | André Wicky Georges Gachnang           | AC Ace                               | Bristol 2.0L I6         | 239    |
| 26 DNF | GT 3.0 | 20 | North American Racing Team (NART) | Jo Schlesser William Sturgis           | Ferrari 250 GT SWB California        | Ferrari 3.0L V12        | 258    |
| 27 DNF | GT 3.0 | 15 | A.G. Whitehead                    | Graham Whitehead Henry Taylor          | Ferrari 250 GT SWB                   | Ferrari 3.0L V12        | 258    |
| 28 DNF | GT 5.0 | 2  | Briggs S. Cunningham              | Richard Thompson Fred Windridge        | Chevrolet Corvette                   | Chevrolet 4.6L V8       | 207    |
| 29 DNF | S 3.0  | 10 | Scuderia Ferrari SpA              | Willy Mairesse Richie Ginther          | Ferrari 250 TR/60                    | Ferrari 3.0L V12        | 204    |
| 30 DNF | S 2.0  | 33 | Porsche KG                        | Jo Bonnier Graham Hill                 | Porsche 718/4 RS                     | Porsche 1.6L Flat-4     | 191    |
| 31 DNF | S 1.6  | 38 | Baron Carel Godin de Beaufort     | Carel Godin de Beaufort Richard Stoop  | Porsche 718/4 RS                     | Porsche 1.6L Flat-4     | 180    |
| 32 DNF | S 850  | 50 | Abarth & Cie                      | Paul Condriller Jean Guichet           | Fiat-Abarth 850S Bialbero            | Fiat 0.8L I4            | 174    |
| 33 DNF | GT 1.3 | 43 | Sir Gawaine Baillie               | Mike Parkes Sir Gawaine Baillie        | Lotus Elite Mk14                     | Coventry Climax 1.2L I4 | 169    |
| 34 DNF | S 3.0  | 5  | Ecurie Ecosse                     | Ron Flockhart Bruce Halford            | Jaguar D-Type                        | Jaguar 3.0L I6          | 168    |
| 35 DNF | GT 1.3 | 42 | Team Elite                        | David Buxton William E.J. Allen        | Lotus Elite Mk14                     | Coventry Climax 1.2L I4 | 157    |
| 36 DNF | S 1.15 | 45 | Lola Cars Ltd. Charles Vögele     | Charles Vögele Peter Ashdown           | Lola Mk.1                            | Coventry Climax 1.1L I4 | 148    |
| 37 DNF | GT 2.0 | 57 | Jean Rambaux                      | Jean Rambaux Pierre Boutin             | AC Ace                               | Bristol 2.0L I6         | 130    |
| 38 DNF | S 850  | 55 | Automobili Stanguellini           | Raymond Quilico Carlos Manuel Reis     | Stanguellini 740 Bialbero            | Fiat 0.7L I4            | 103    |
| 39 DNF | S 1.15 | 40 | Squadra Vigilio Conrero           | Bernard Costen Francesco de Leonibus   | Alfa Romeo Giulietta SV Conrero 1150 | Alfa Romeo 1.1L I4      | 96     |
| 40 DNF | S 3.0  | 25 | Camoradi USA                      | Lloyd Casner Jim Jeffords              | Maserati Tipo 61 "Birdcage"          | Maserati 2.9L I4        | 95     |
| 41 DNF | S 1.6  | 36 | Jean Kerguen                      | Jean Kerguen Robert La Caze            | Porsche 718/4 RS                     | Porsche 1.6L Flat-4     | 92     |
| 42 DNF | GT 3.0 | 23 | J.C. Sears / BMC                  | Jack Sears Peter Riley                 | Austin-Healey 3000                   | BMC 2.9L I6             | 89     |
| 43 DNF | S 3.0  | 6  | Briggs S. Cunningham              | Dan Gurney Walt Hansgen                | Jaguar D-Type 2A                     | Jaguar 3.0L I6          | 89     |
| 44 DNF | S 850  | 49 | Abarth & Cie                      | Jacques Féret Tony Spychiger           | Fiat-Abarth 850S Bialbero            | Fiat 0.8L I4            | 86     |
| 45 DNF | S 3.0  | 24 | Camoradi USA                      | Chuck Daigh Masten Gregory             | Maserati Tipo 61 "Birdcage"          | Maserati 2.9L I4        | 82     |
| 46 DNF | S 850  | 53 | Automobiles O.S.C.A.              | Jean Laroche André Simon               | O.S.C.A. Sport 750                   | O.S.C.A. 0.7L I4        | 66     |
| 47 DNF | GT 1.3 | 63 | Giorgio Ubezzi                    | Giorgio Ubezzi José Rosinski           | Alfa Romeo Giulietta SZ              | Alfa Romeo 1.3L I4      | 61     |
| 48 DNF | S 2.0  | 34 | Porsche KG                        | Maurice Trintignant Hans Herrmann      | Porsche 718/4                        | Porsche 1.6L Flat-4     | 57     |
| 49 DNF | GT 5.0 | 1  | Briggs S. Cunningham              | Briggs Cunningham William Kimberley    | Chevrolet Corvette                   | Chevrolet 4.6L V8       | 38     |
| 50 DNF | S 850  | 60 | Abarth & Cie                      | Giancarlo Rigamonti Remo Cattini       | Fiat-Abarth 700S                     | Fiat 0.7L I4            | 31     |
| 51 DNF | S 850  | 51 | Automobiles Deutsch et Bonnet     | Jean-Claude Vidilles Jean Vinatier     | DB HBR4                              | Panhard 0.7L Flat-2     | 30     |
| 52 DNF | GT 3.0 | 21 | Equipe Nationale Belge            | Jean Blaton Lucien Bianchi             | Ferrari 250 GT SWB                   | Ferrari 3.0L V12        | 29     |
| 53 DNF | S 3.0  | 26 | Camoradi USA                      | Giorgio Scarlatti Gino Munaron         | Maserati Tipo 61 Longtail            | Maserati 2.9L I4        | 22     |
| 54 DNF | S 3.0  | 12 | Scuderia Ferrari SpA              | Ludovico Scarfiotti Pedro Rodríguez    | Ferrari 250 TRI/60                   | Ferrari 3.0L V12        | 22     |
| 55 DNF | S 3.0  | 9  | Scuderia Ferrari SpA              | Wolfgang von Trips Phil Hill           | Ferrari 250 TR59/60                  | Ferrari 3.0L V12        | 22     |

Legenda :DNQ = Não largou - DNF = Abandono - NC = Não classificado - DSQ= Desqualificado